# Raymond Dietrich
Raymond „Ray“ Dietrich (* 1894 in New York City; † 19. März 1980 in Albuquerque, New Mexico) war ein amerikanischer Automobildesigner und Unternehmer, der in den 1920er-Jahren die Karosseriehersteller LeBaron Carossiers und Dietrich Inc. gründete und leitete. Dietrich gestaltete bis zum Zweiten Weltkrieg zahlreiche exklusive Aufbauten für Automarken wie Lincoln oder Packard. Zu seinen Schöpfungen gehört außerdem die Gibson Firebird, eine ungewöhnlich gestaltete E-Gitarre.

## Leben und Werk
Dietrich wurde 1894 in dem New Yorker Stadtbezirk Bronx geboren. Von 1906 bis 1910 absolvierte er eine Ausbildung zum Graveur bei der American Bank Note Company. Später belegte er Abendkurse in Kunst. Ab 1913 arbeitete Dietrich als technischer Zeichner für Brewster & Co., einen renommierten, 1810 gegründeten Stellmacherbetrieb, der seit der Jahrhundertwende auch Karosserien für Automobile herstellte und zu dieser Zeit auch komplette Autos herstellte. Dietrichs Beziehung zu Brewster dauerte mit einer kurzen Unterbrechung, während derer er für Chevrolet tätig war, acht Jahre an. Er wurde in dieser Zeit zu Brewsters begehrtestem Designer.

### LeBaron
1921 machte sich Dietrich selbständig; er gründete zusammen mit einem weiteren ehemaligen Brewster-Mitarbeiter, Thomas L. Hibbard in New York das Unternehmen LeBaron Carrossiers. Die Bezeichnung des Unternehmens hatte keinen Bezug zu den Gründern; sie war frei gewählt und sollte einerseits international wirken und andererseits gut aussprechbar sein. Dietrich und sein Partner fanden den Namen LeBaron, der nach ihrer Ansicht diese Vorgaben erfüllte, in einem New Yorker Telefonbuch. LeBaron produzierte ab 1922 Karosserien für Lincoln, Cadillac, Crane-Simplex, Duesenberg, Locomobile, Mercedes-Benz, Packard, Pierce-Arrow und Rolls-Royce.

### Dietrich Inc.
1925 verließ Raymond Dietrich das Unternehmen, um mit Unterstützung von Edsel Ford, mit dem er befreundet war, in Detroit die Dietrich Inc. aufzubauen. Seine Anteile verkaufte er Ralph Roberts, dem letzten verbliebenen der ursprünglichen Partner. Dietrich Inc. wurde auf Veranlassung von Edsel Ford von der Murray Corporation finanziert. Ray Dietrich war mit 50 % beteiligt und bis 1930 Geschäftsführer. Die Dietrich, Inc. arbeitete in unterschiedlichen Bereichen: Einerseits entwickelte sie das Design ganzer Baureihen großer Hersteller wie Packard, Franklin und Erskine; andererseits entwarf und fertigte Dietrich nach Kundenwunsch individuelle Aufbauten für hochwertige Fahrgestelle und hatte einen Vertrag als Designberater für Packard.
Infolge der Weltwirtschaftskrise geriet auch die Dietrich, Inc. in finanzielle Schwierigkeiten. Raymond Dietrich wurde von seinen Teilhabern entmachtet und musste das von ihm gegründete Unternehmen im September 1930 verlassen; die Firma bestand danach noch bis 1936.

### Chefdesigner bei Chrysler
Dietrich war erst in New York als selbständiger Designer für Franklin Automobile Company und Graham-Paige tätig. Von 1931 bis 1938 arbeitete Raymond Dietrich als angestellter Designer für Chrysler. Zu seinen erfolgreichsten Arbeiten dort gehörte der Chrysler Airstream, der 1936 den avantgardistischen, aber wirtschaftlich erfolglosen Airflow ersetzte. Das Verhältnis war nicht gut; seit dem Debakel mit dem Chrysler Airflow hatten die Techniker das Sagen und Dietrich wurde mehr oder weniger offen von ihnen bekämpft.

### Ray Dietrich Inc.
1938 wechselte Dietrich zum Taxihersteller Checker, für den er unter anderem die Karosserie der Frontantriebsstudie Model D und des davon abgeleiteten Checker A-2 entwarf. Nach dem Zweiten Weltkrieg war Dietrich zunächst an einigen Designprojekten wie dem Tucker ’48 beteiligt, bevor er 1949 das Karosseriebauunternehmen Ray Dietrich Inc. in Grand Rapids gründete. Hier entstanden bis 1953 in sehr geringen Stückzahlen auf Kundenwunsch individuelle Aufbauten für Fahrgestelle Checker, Lincoln, Ford und Packard. Ein herausragendes Produkt der Raymond Dietrich Inc. war ein viertüriges Cabriolet auf einem verlängerten Fahrgestell des Lincoln Cosmopolitan, das für den amerikanischen Präsidenten Harry S. Truman hergestellt wurde. Das Fahrzeug war bei einem Radstand von 3683 mm über sechs Meter lang und wog rund drei Tonnen. Die Ausstattung umfasste die üblichen Flaggenhalter, ein rotes Warnlicht, ein außen am Heck montiertes Ersatzrad und ausziehbare Trittstufen unter den hinteren Kotflügeln für begleitende CIA-Agenten. Nachträglich erhielt es 1953 eine Plexiglashaube, welche von Creative Industries angefertigt wurde. Nach der Betriebseinstellung der Ray Dietrich Inc. im Jahr 1953 arbeitete Dietrich als freier Designer, der Checker und Ford beriet.
Raymond Dietrich war zweimal verheiratet. 1960 zog er sich in den Ruhestand zurück. Nebenbei entwarf er noch einige Jahre lang Gebrauchsgegenstände, darunter die Gibson Firebird, eine Elektrogitarre der Gibson Guitar Corporation. Nach seinem Tod übergab seine Witwe Marion die meisten Dokumente zu seinem beruflichen Schaffen aus seinem Nachlass dem Gilmore-Classic Car Club of America Museum in Hickory Corners (Michigan).
Raymond Dietrich gilt als einer bedeutendsten und einflussreichsten Automobildesigner der USA.

## Galerie: Von Raymond Dietrich gestaltete Objekte

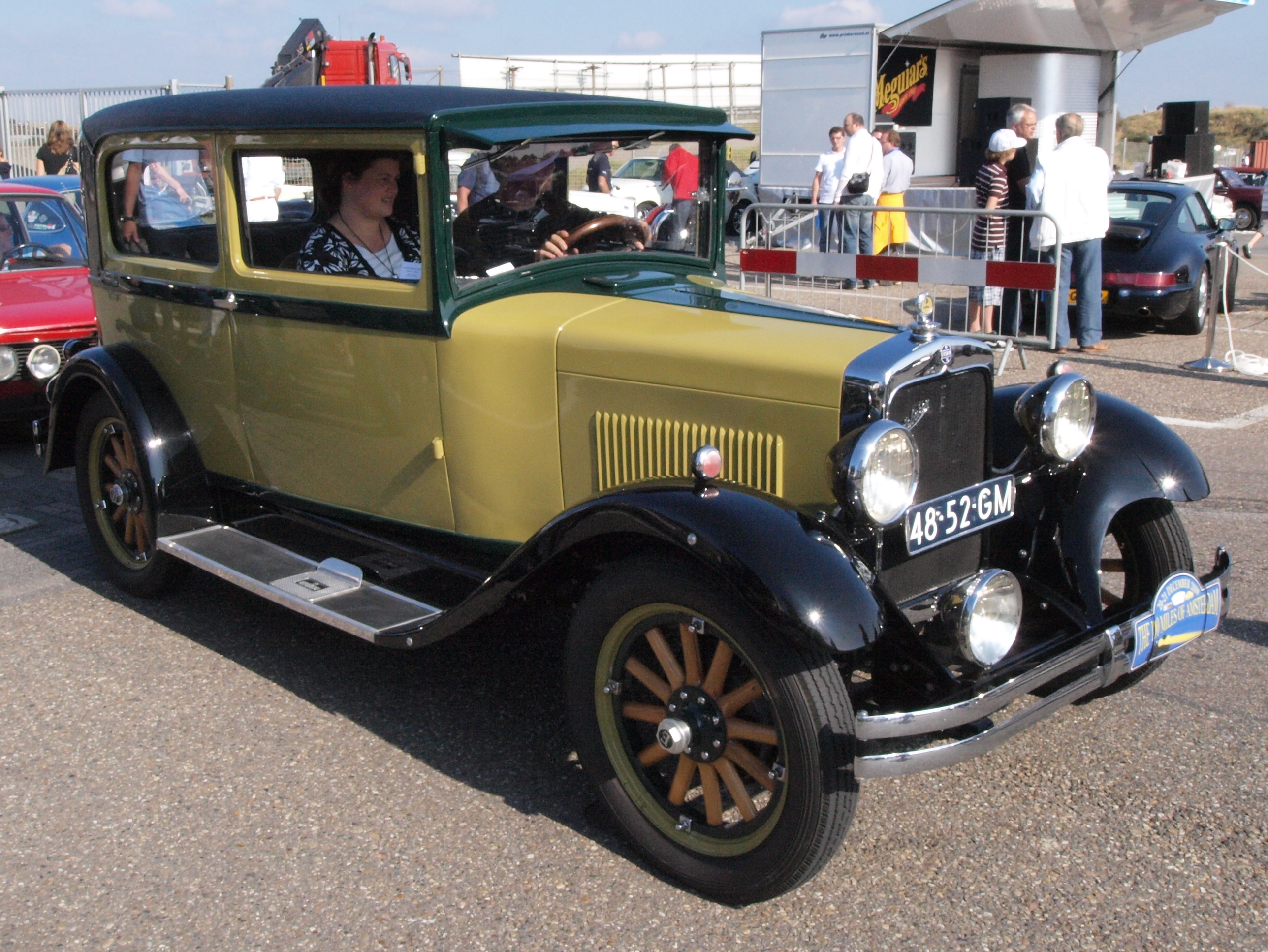
Erskine (ca. 1928)
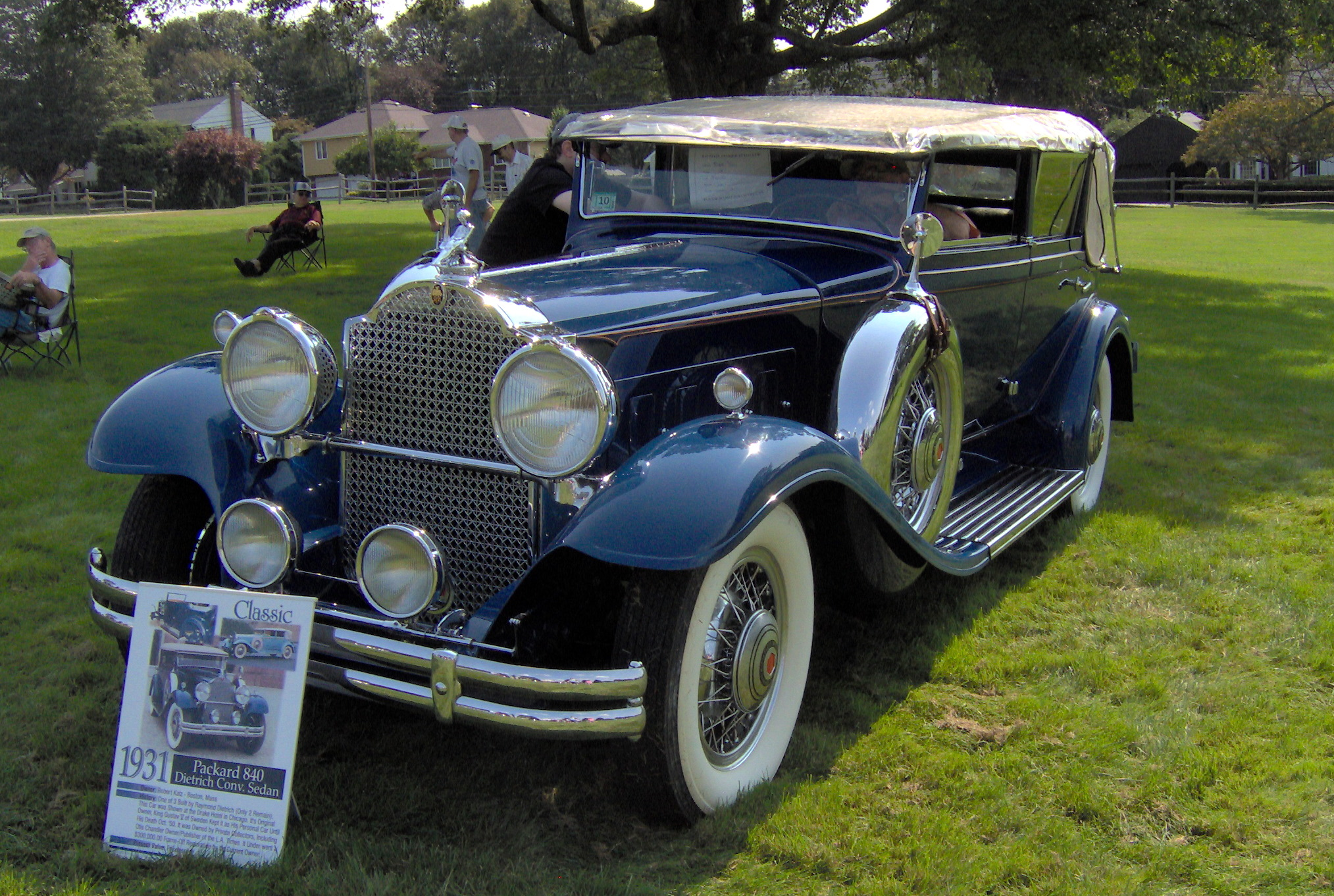
Packard 840 Convertible Sedan mit Dietrich-Karosserie (1931)
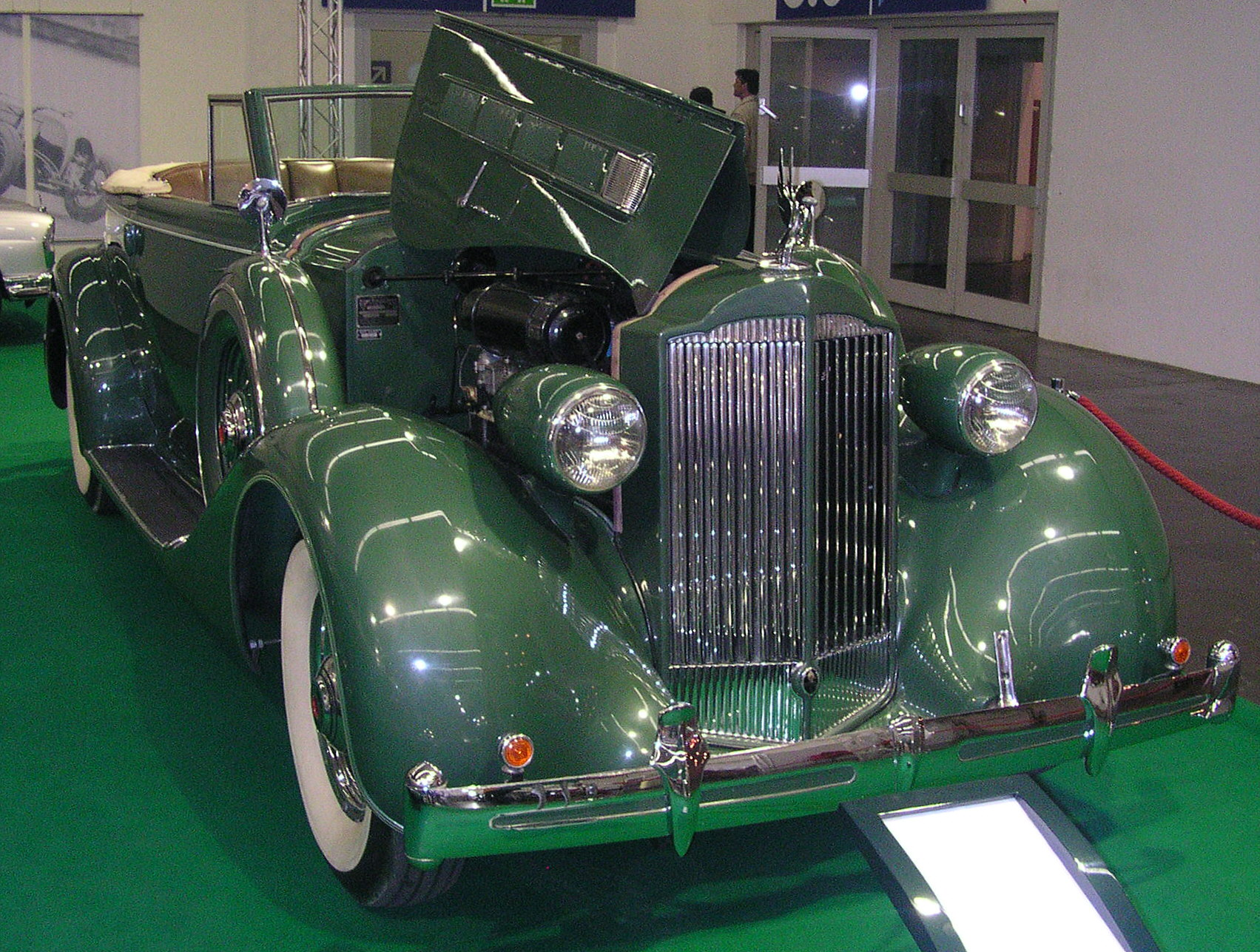
Packard Super Eight 1501 Dietrich Convertible Victoria (1935)
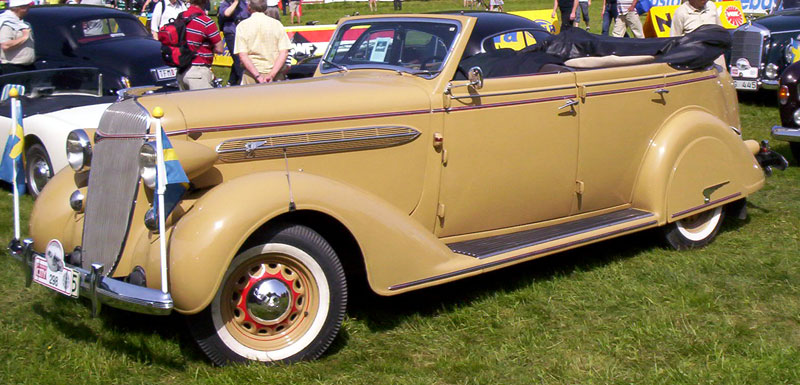
Chrysler Airstream Convertible Sedan (1936)
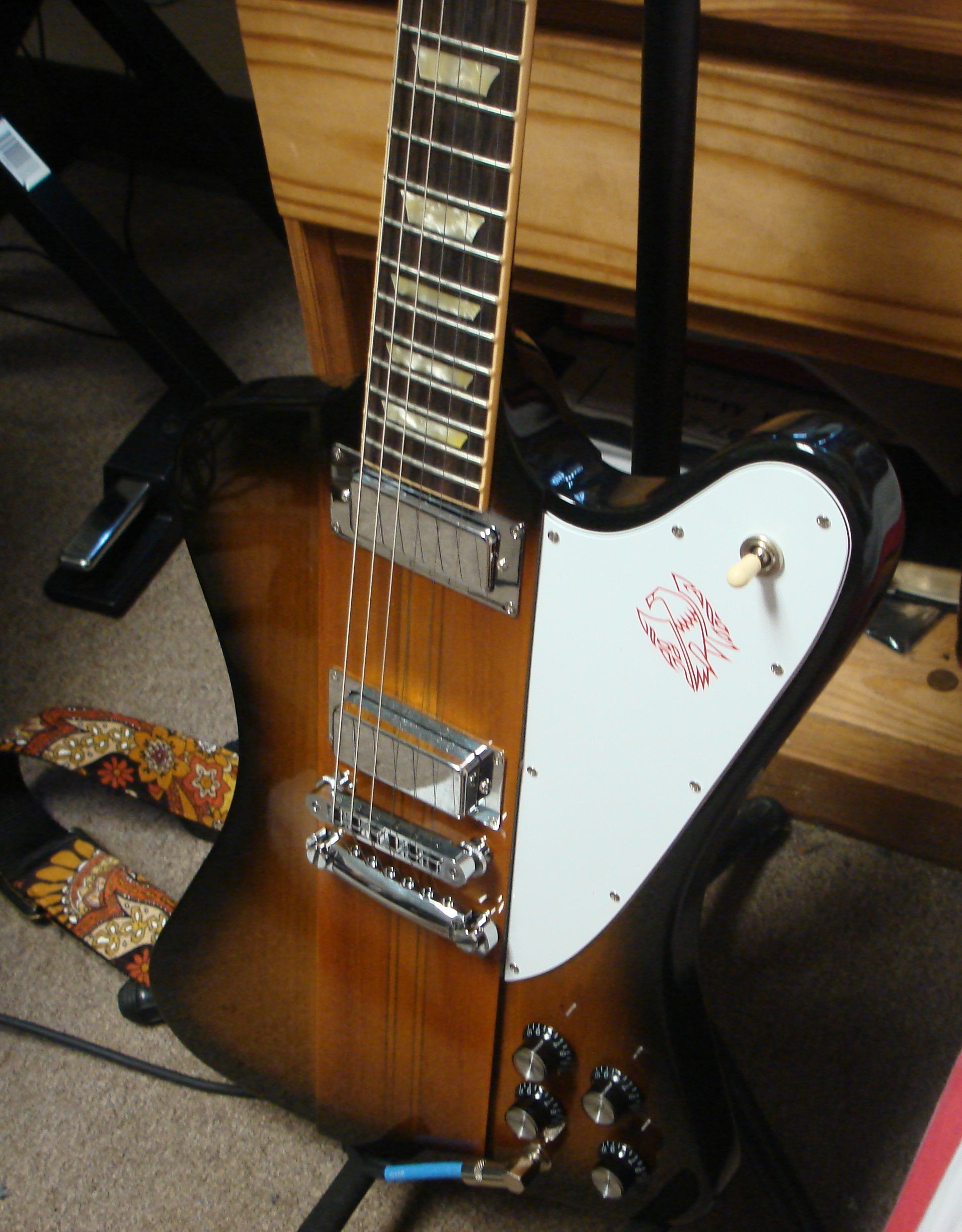
Gibson Firebird (1963)